# Zelfportret van Catharina van Hemessen
Zelfportret is een schilderij van Catharina van Hemessen in de Michaelis Collectie in het Oude Stadhuis in Kaapstad.

## Voorstelling
Het stelt de schilderes Catharina van Hemessen voor, zittend achter een schildersezel. Ze draagt een zwarte jurk met rode mouwen en een kapje van kant. Op de ezel staat een nog onvoltooid schilderij van een vrouwenfiguur. Met haar rechterhand houdt ze een penseel vast en in haar linkerhand schildersstok, een palet en nog meer penselen. Het werk is het oudst bewaard gebleven zelfportret van een vrouw in de Nederlanden.

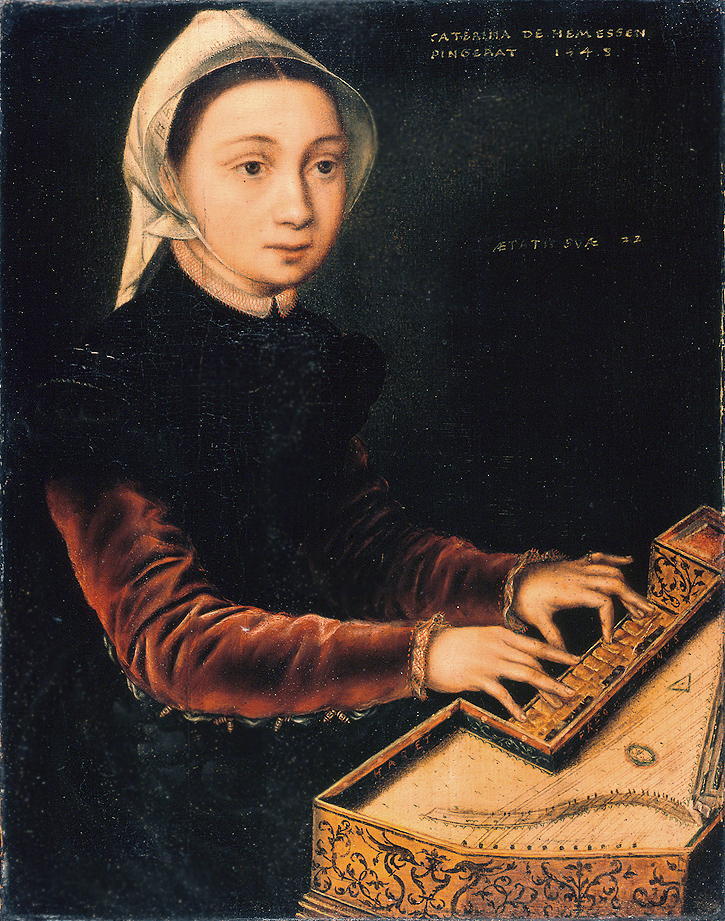
Catharina van Hemessen. Meisje aan het virginaal. 1548. Keulen, Wallraf-Richartz-Museum.

## Toeschrijving en datering
Het schilderij bevat linksboven het opschrift ‘EGO CATERINA DE HEMESSEN ME PINXI 1548 ETATIS SVAE 20’ (ik, Caterina de Hemessen, heb mezelf geschilderd [in het jaar] 1548 20-jarige leeftijd’.

## Versies
Van het werk bestaan twee andere versies, één in het Kunstmuseum Basel en één in de Hermitage in Sint-Petersburg. Volgens kunsthistorica Karolien de Clippel gaat het in beide gevallen mogelijk om kopieën naar het zelfportret in Kaapstad, die gemaakt werden onder leiding van Catharina van Hemessen. Kunsthistoricus Max Friedländer suggereert dat het zelfportret mogelijk als pendant bedoeld is van het schilderij Meisje aan het virginaal in het Wallraf-Richartz-Museum in Keulen.

## Herkomst
Het werk werd op 2 oktober 1946 voor het eerst gesignaleerd op de veiling van Mrs. Orlando Gunning bij veilinghuis Christie's in Londen. De koper, kunsthandel Leonard Koetser in Londen, had het tot 1948 in zijn bezit. Van 1948 tot 1962 was het in het bezit van Dr. C. Dunscombe in Durban. In 1962 werd het aangekocht door de Michaelis Collectie.